# Treach
Anthony Criss (n. 2 decembrie 1970), cunoscut după numele de scenă Treach, este un rapper și actor american. Este cunoscut deoarece a fost rapperul principal din grupul hip hop Naughty by Nature.

## Legături externe
- Treach la Internet Movie Database
- Treach pe MySpace